# Velika loža Italije
Velika loža Italije starih slobodnih prihvaćenih zidara (tali. Gran Loggia d'Italia degli Antichi Liberi Accettati Muratori) je liberalna i mješovita velika loža u Italiji. Osnovana je 1910. godine pod nazivom Velika najuzvišenija loža Italije (Serenissima Gran Loggia d'Italia) nakon raskola u Velikom orijentu Italije. Članica je Alijanse masona Europe.
Ovo je najveća mješovita velika loža u Italiji, koja muškarcima i ženama priznaje jednakost i ravnopravnost, premda do danas nikada nije imala veliku majstoricu. Osnovana je od strane skupine članova Drevnog i prihvaćenog škotskog obreda koji su 1908. godine istupili iz Velikog orijenta Italije. Iako je službeno osnovana 1910., njezin se početak tradicionalno vezuje uz 1908., godinu raskola. Njezino je povijesno sjedište bilo na adresi Piazza del Gesù 47 u Rimu po čemu je i poznata kao "obedijencija s Isusova trga" (Obbedienza di Piazza del Gesù), a danas joj je sjedište u Palači Vitelleschi u Rimu.

## Povijest
Veliku ložu su osnovali članovi Škotskog obreda dvije godine poslije raskola u Velikom orijentu Italije 24. lipnja 1908. godine. U Strasbourgu 22. siječnja 1961. godine je ova velika loža skupa s Velikim orijentom Francuske i još nekoliko europskih velikih loža utemeljila međunarodni savez CLIPSAS. Također, ova velika loža jedan je i od osnivačica Unije masona Mediterana 2000. godine.
Velika loža je podržala osnivanje Velike nacionalne lože Hrvatske.

## Ustroj
Sjedište Velike lože Italije je u Rimu, u Palači Vitelleschi (Palazzo Vitelleschi), u ulici Via San Nicola de' Cesarini 3. Povijesno sjedište bilo na adresi Piazza del Gesù 47, Rim.

### Lože
Struktura Velike loža Italije uključuje 23 pokrajinska orijenta prema talijanskim regijama i drugim državama. Ova velika loža pod svojom okriljem ukupno ima oko 400 loža koje povezuju preko 7.500 članica i članova.
Pokrajinski orijenti su:
- Pokrajina Abruzzo i Molise (Regione Massonica Abruzzo Molise) – nadležna za Abruzzo i Molise.
- Pokrajina Alpe Adrija (Regione Massonica Alpe Adria) – nadležna za lože u Trstu i Gorici, Furlanija-Julijska krajina.
- Pokrajina Basilicata (Regione Massonica Basilicata) – nadležna za Basilicatu.
- Pokrajina Kalabrija (Regione Massonica Calabria) – nadležna za Kalabriju.
- Pokrajina Kampanija (Regione Massonica Campania) – nadležna za Kampaniju.
- Pokrajina Kanada (Regione Massonica Canada) – nadležna za lože u Torontu, Kanada.
- Pokrajina Rumunjske (Regione Massonica della Romania) – nadležna za lože u Aradu, Temišvaru i Oradeji, Rumunjska.[3]
- Pokrajina Emilia-Romagna (Regione Massonica Emilia Romagna) – nadležna za Emilia-Romagnu.
- Pokrajina Furlanija (Regione Massonica Friuli) – nadležna za Furlaniju.
- Pokrajina Insubrija (Regione Massonica Insubria) – nadležna za sjeverni dio Lombardije.
- Pokrajina Lacij (Regione Massonica Lazio) – nadležna za Lacij.
- Pokrajina Libanon (Regione Massonica Libano) – nadležna za lože u Beirutu, Libanon.[4]
- Pokrajina Ligurija (Regione Massonica Liguria) – nadležna za Liguriju.
- Pokrajina Lombardija (Regione Massonica Lombardia) – nadležna za Lombardiju.
- Pokrajina Marke (Regione Massonica Marche) – nadležna za Marku.
- Pokrajina Pijemont i Dolina Aoste (Regione Massonica Piemonte – Valle d'Aosta) – nadležna za Pijemont i Dolinu Aoste.
- Pokrajina Apulija (Regione Massonica Puglia) – nadležna za Apuliju.
- Pokrajina Ujedinjeno Kraljevstvo (Regione Massonica Regno Unito) – nadležna za lože u Londonu, Ujedinjeno Kraljevstvo.[5]
- Pokrajina Sardinija (Regione Massonica Sardegna) – nadležna za Sardiniju.
- Pokrajina Sicilija (Regione Massonica Sicilia) – nadležna za Siciliju.
- Pokrajina Toskana (Regione Massonica Toscana) – nadležna za Toskanu.
- Pokrajina Umbrija (Regione Massonica Umbria) – nadležna za Umbriju.
- Pokrajina Veneto i Trentino-Južni Tirol (Regione Massonica Veneto Euganea – Trentino Alto Adige) – nadležna za Veneto i Trentino-Južni Tirol.

### Uprava
Velikom ložom Italije upravlja veliki majstor (Gran Maestro), odnosno suvereni veliki zapovjednik velikog majstora (Sovrano Gran Commendatore Gran Maestro), koji se bira na trogodišnje razdoblje.
1. Saverio Fera (1910. – 1915.)
2. Leonardo Ricciardi (1915. – 1918.)
3. William Burguess (1918. – 1919.)
4. Raul Vittorio Palermi (1919. – 1925.)
5. Carlo De Cantellis (v.d., 1944. – 1946.)
6. Pietro Di Giunta (1946. – 1947.)
7. Attilio Prodram (1947. – 1948.)
8. Giulio Cesare Terzani (1948. – 1949.)
9. Ernesto Villa (1949. – 1951.)
10. Ermanno Gatto (1951. – 1955.)
11. Tito Ceccherini (1955. – 1961.)
12. Giovanni Ghinazzi (1962. – 1986.)
13. Mario Bogliolo (v.d., 1986. – 1987.)
14. Renzo Canova (1987. – 1996.)
15. Franco Franchi (1996. – 2001.)
16. Luigi Danesin (2001. – 2007.)
17. Luigi Pruneti (2007. – 2013.)[b]
18. Antonio Binni (2013. – 2019.)
19. Luciano Romoli (od 2019.)

### Međunarodna suradnja
Velika loža Italije je član nekoliko međunarodnih saveza, i to:
- CLIPSAS (suosnivač, 1961. – 2021.),
- Catena,
- Alijansa masona Europe,[7]
- Unija masona Mediterana (suosnivač, 2001.).

Također, ova velika loža potpisala je povelje o prijateljstvu i međusobnom priznavanju s preko 50 drugih velikih loža.

### Obredi
Primarni obred Velike lože Italije je Drevni i prihvaćeni škotski obred. Velika loža upravlja simboličkim stupnjevima plave lože (učenik, pomoćnik i majstor) i delegira upravljanje visokim stupnjevima na dodatna tijela i redove.

## Pridružena tijela i redovi
Upravljanje visokim stupnjevima Velika loža Italije provodi kroz pridružena tijela i redove od kojih svaki predstavlja jedan obred a na temelju potpisanih konkordata.
- Vrhovno vijeće Drevnog i prihvaćenog škotskog obreda Italije (Supremo Consiglio di Rito Scozzese Antico ed Accettato) – nadležan za rad Drevnog i prihvaćenog škotskog obreda.[9]

Vrhovno vijeće Italije je jedan od supotpisnika Velike opće povelja o visokim škotskim stupnjevima (fran. Grande Charte Universelle des Hauts Grades Ecossais; engl. Universal Grand Charter of the Higher Scottish Degrees) koju je 14. prosinca 2019. godine potpisao 31 vrhovno vijeće iz Europe, Amerike te sjeverne Afrike. Potpisnici će se međusobno priznavati zadržavajući puni suverenitet. Među potpisnicima su vrhovna vijeća pri Velikom orijentu Francuske, Velikoj nacionalnoj loži Hrvatske, Velikoj ženskoj loži Francuske, Međunarodnom redu Le Droit Humain i dr.

## Poznati članovi
- Hugo Pratt (1927. – 1995.), crtač stripova
- Gabriele D'Annunzio (1863. – 1938.), pjesnik, dramaturg, političar